# Konary (Żabno)
Konary – część miasta Żabno w Polsce, położona w województwie małopolskim, w powiecie tarnowskim.
Leży nad Dunajcem, na zachodzie miasta, wzdłuż ulicy Wyspiańskiego i jej przecznic. Stanowi de facto zachodnie przedmieście Żabna o charakterze przeważająco wiejskim. Odległość od centrum Żabna to około 2 km.

## Historia
Dawniej samodzielna wieś i gmina jednostkowa w powiecie dąbrowskim, od 1920 w województwie krakowskim. W 1921 roku liczyła 388 mieszkańców.
1 stycznia 1927 Konary (wraz z Targowiskiem i Zakirchalem) włączono do Żabna.

## Związki ze Stanisławem Wyspiańskim
Z Konar pochodziła żona Stanisława Wyspiańskiego – Teodora Pytko, którą poślubił 18 września 1900 r. w Krakowie. Na pamiątkę letniego pobytu artysty w Konarach w 1900 r. powstały pastele przedstawiające jedną z miejscowych zagród.